# 孟麟
孟麟（1456年—1523年），字瑞魯，號西野，山東曲阜縣人，民籍，明朝政治人物。

## 生平
孟鳳孪生兄弟。原姓臧，嘉靖二年（1523年）随弟孟鳳恢復姓孟。成化十九年（1483年）癸卯科山東鄉試舉人。成化二十年（1484年）聯捷甲辰科第二甲第四十名進士。授工部都水司主事，监税杭州，轉营缮司员外郎，升郎中，督修益王府第。丁内艰，服闋，復除都水司郎中，提督南直隶水利，弘治十六年（1503年）十一月上言水利六事。改虞衡司，由承德郎晋奉直大夫。正德二年（1507年）閏正月升山西布政司右參政，查盘河东盐课，四年九月升陕西右布政使，五年四月以前任山西勘盐一事降一级，降调浙江按察司副使。六年二月升福建右參政，十二月以南北两京接连劾奏，令致仕。嘉靖改元，诏復陕西右布政使，疏言二十事，未幾，嘉靖二年（1523年）七月二十三日，以疾卒于家，享年六十八岁。居官三十年，清苦自安，不营家业，归里如布衣，悠然自得，邑人高之。

## 墓葬
墓在曲阜城西十五里孟家林。

## 家族
孟鳳祖上孟氏，寓居揚州。曾祖臧彥實遷曲阜，入赘臧氏，遂附籍臧姓。祖父臧貞。父臧紀，舉人，華亭縣學訓導，學者稱樂山先生，以子臧麟貴贈工部主事。母李氏，贈太安人。慈侍下。兄孟麒；同胞弟孟鳳（南京刑部尚書）；孟鸞。